# Liga Espartaquista

La Bandera roja, usada por la Liga Espartaquista.

La Liga Espartaquista (Spartakusbund en alemán) fue un movimiento revolucionario marxista organizado en Alemania durante los últimos años de la Primera Guerra Mundial. La Liga fue nombrada en honor de Espartaco, líder de la mayor rebelión de esclavos de la República Romana. Fue fundado por Karl Liebknecht, Rosa Luxemburgo, Clara Zetkin, entre otros. Posteriormente, la Liga pasó a llamarse Kommunistische Partei Deutschlands (KPD, Partido Comunista de Alemania en español), uniéndose a la Komintern en 1919. Su período de mayor actividad fue durante la Revolución Alemana de 1918, cuando intentó incitar a una revolución mediante la circulación del periódico Cartas de Espartaco.

## Historia
Karl Liebknecht (hijo del fundador de SPD Wilhelm Liebknecht) y Rosa Luxemburgo se convirtieron en miembros prominentes de la facción izquierdista del Partido Socialdemócrata de Alemania (SPD). Se mudaron para fundar una organización independiente, después de que el SPD apoyara la declaración de guerra de la Alemania Imperial al Imperio ruso en 1914, al comienzo de la Primera Guerra Mundial. Además de su oposición a lo que ellos vieron como una guerra imperialista, Luxemburgo y Liebknecht sostuvieron la necesidad de métodos revolucionarios, en contraste con el liderazgo del SPD, que participaba en el proceso parlamentario. Los dos fueron encarcelados desde 1916 hasta 1918, por su papel en ayudar a organizar una manifestación pública en Berlín contra la participación alemana en la guerra.

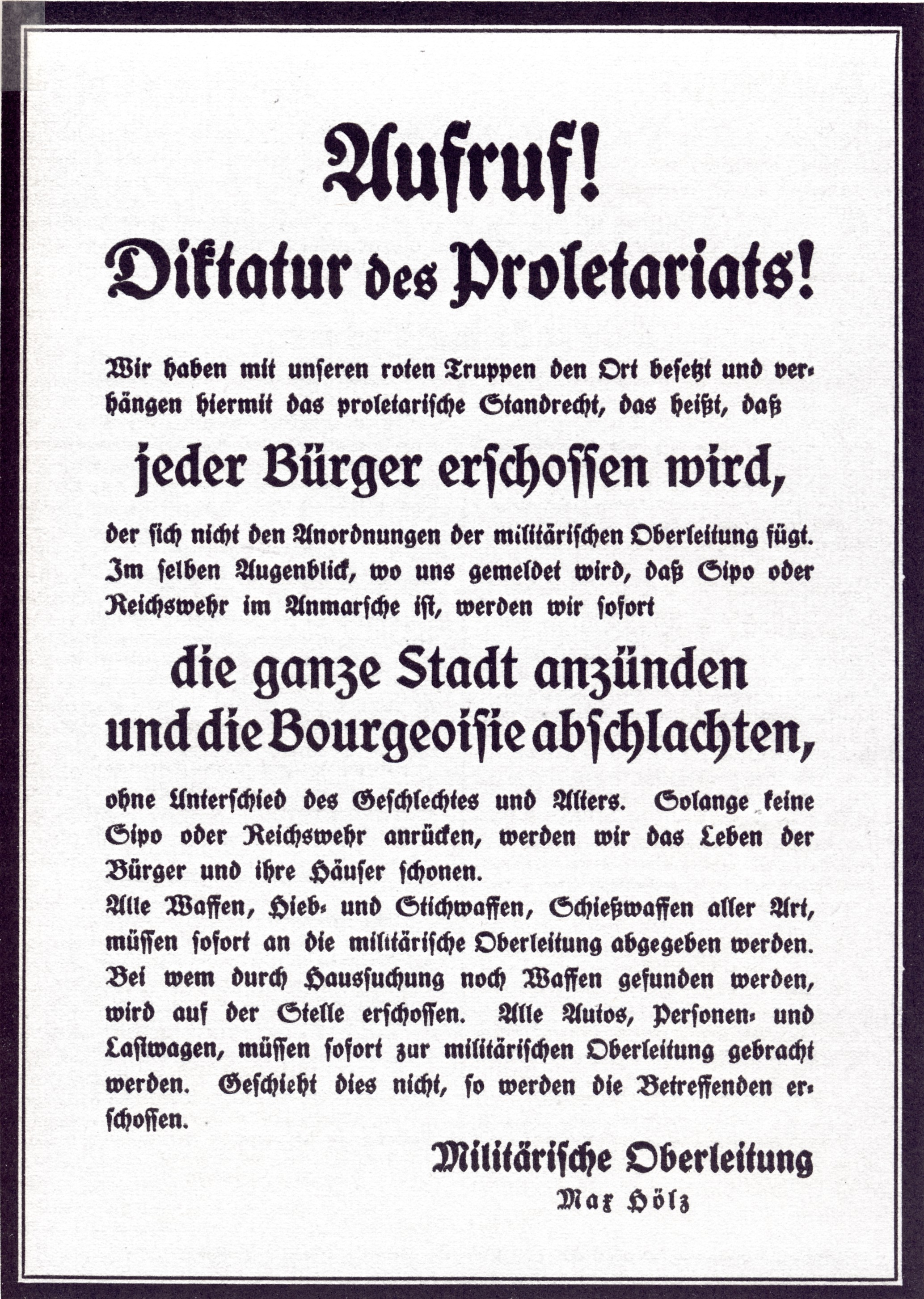
Folleto de la sublevación de los espartaquistas en el año 1919.

Después de dos años de guerra, la oposición a la línea oficial del partido creció dentro del SPD. Cada vez más miembros del parlamento se negaron a votar por los bonos de guerra y fueron expulsados, lo que finalmente llevó a la formación del Partido Socialdemócrata Independiente (USPD). La Liga Espartaquista era parte del USPD en su período de formación. Después de la Revolución Rusa de 1917, la Liga Espartaquista comenzó a operar en favor de un curso similar: un gobierno basado en consejos locales de trabajadores, en Alemania. Después de la abdicación del Káiser en la Revolución Alemana de noviembre de 1918, comenzó un período de inestabilidad que duró hasta 1923. El 9 de noviembre de 1918, desde un balcón del Palacio Real de Berlín, Liebknecht declaró a Alemania una "República Socialista Libre". Sin embargo, más temprano en la misma noche, Philipp Scheidemann del SPD había declarado una república desde el Reichstag.
En diciembre de 1918, la Liga Espartaquista se renombró formalmente como Partido Comunista de Alemania (KPD). En enero de 1919, el KPD, junto con los socialistas independientes, lanzó el levantamiento Espartaquista. Esto incluyó la organización de manifestaciones callejeras masivas destinadas a desestabilizar el gobierno de Weimar, liderado por los centristas del SPD bajo el canciller Friedrich Ebert. El gobierno acusó a la oposición de planear una huelga general y una revolución comunista en Berlín. Con la ayuda de los Freikorps (cuerpos libres), la administración de Ebert rápidamente aplastó el levantamiento. Luxemburgo y Liebknecht fueron tomados prisioneros y asesinados bajo custodia.
El 1 de enero de 1919, la Liga Espartaquista/KPD participó (pero no la inició) en una revolución comunista de breve duración en Berlín, aun ante las advertencias de Rosa Luxemburgo y de Karl Liebknecht, quienes argumentaban que la rebelión era débil y que no contaban con el apoyo total de la clase obrera. La revolución (luego conocida como levantamiento espartaquista) fue derrotada por las fuerzas combinadas del Partido Socialdemócrata de Alemania, los remanentes del ejército alemán y de los grupos paramilitares de extrema derecha conocidos como Freikorps, a las órdenes del canciller Friedrich Ebert. En "La aventura dada", dice Georges Hugnet: "El 10, los espartaquistas son diezmados; el 15, Liebknecht y Rosa Luxemburgo asesinados. En Berlín y en Múnich se librarán aún otros combates, que tras el éxito pasajero de un campo o el otro, finalizarán en Baviera, en 1919, con el terror blanco, que marcará el final del período revolucionario en Alemania". Luxemburgo y Liebknecht, entre muchos otros, fueron masacrados por los Freikorps, y sus cuerpos arrojados al río. Centenares de Espartaquistas fueron ejecutados en las semanas que siguieron a la sublevación. Los restos de la Liga se disolvieron en el Partido Comunista de Alemania (KPD) que conservó el periódico de la liga, Die Rote Fahne (La Bandera Roja), como su publicación.

## Organizaciones del mismo nombre
Actualmente existen varias secciones nacionales de la Liga Comunista Internacional trotskista que se denominan "Spartacist League" (Liga Espartaquista). Su principal sección es la estadounidense, pero la Liga Comunista Internacional tiene también secciones en Australia, Gran Bretaña, Irlanda, Italia, Canadá, Japón, Alemania, México, Francia, Grecia y Sudáfrica.